# Sainte-Odile
Sainte-Odile är en romersk-katolsk kyrkobyggnad i Paris, helgad åt den heliga Odile av Alsace (död 720). Kyrkan är belägen vid Avenue Stéphane-Mallarmé i sjuttonde arrondissementet. Kyrkan ritades i nybysantinsk stil av arkitekten Jacques Barge och uppfördes mellan 1935 och 1946. 
Sainte-Odile är sedan år 2001 ett monument historique.

## Omgivningar
- Square Sainte-Odile
- Porte de Courcelles
- Place de la Porte-de-Champerret
- Jardin Lily-Laskine
- La Main jaune

## Bilder
| - Glasmålningar med scener ur den heliga Odiles liv. - Glasmålningar med den helige ärkeängeln Mikael i mitten. |

## Kommunikationer
- Tunnelbana – linje  – Porte de Champerret
- Busshållplats Porte de Champerret – Paris bussnät